# Put-in-Bay
Put-in-Bay è un villaggio degli Stati Uniti d'America, situato nello stato dell'Ohio, nella contea di Ottawa.
La località è situata sulla South Bass Island, una piccola isola nel lago Erie.